# Niterói Vôlei Clube
A Niterói Vôlei Clube é uma equipe brasileira de voleibol masculino com sede em Niterói, Rio de Janeiro. Fundado em 2004, o clube atualmente disputa a Campeonato Carioca.

## História

### Fundação e primeiras atividades (2004–2011)
O projeto nasceu da iniciativa dos irmãos Walner e Junior. Inicialmente, o clube atuava com categorias de base e equipes regionais, mas encerrou suas atividades em 2011 por dificuldades operacionais.

### Retorno e ascensão (2020–2023)
A equipe foi refundada em 2020 com foco exclusivo na categoria adulta. Logo em seu retorno, disputou a Superliga C e conquistou o segundo lugar, garantindo acesso à Superliga B em 2021, onde terminou na 8ª posição.
Em dezembro de 2021, conquistou de forma inédita o Campeonato Carioca, vencendo o Clube de Regatas do Flamengo na final.
Em 2022, sagrou-se bicampeão estadual, após parceria com o Grajaú Country Clube. Após perder o primeiro jogo da final em casa por 3–2, venceu o Flamengo no segundo jogo por 3–1, conquistando o título estadual pelo segundo ano consecutivo.
Na temporada 2023 da Superliga B, ficou em 7º lugar. Neste período, fez parceria com o tradicional Canto do Rio Foot-Ball Club.
Na temporada 2024, o Niterói Vôlei Clube participou novamente do Campeonato Carioca Masculino Adulto. Na fase semifinal, enfrentou o Tijuca Tênis Clube em uma série melhor de três partidas e garantiu a classificação à final após vencer os dois primeiros jogos por 3 sets a 0. Na decisão estadual, enfrentou o Clube de Regatas do Flamengo e acabou sendo derrotado por 3 sets a 0, com parciais de 26/24, 25/16 e 25/13, conquistando o vice-campeonato da edição.
Além do time adulto, o clube também intensificou os investimentos em suas categorias de base. A equipe feminina Sub-19 disputou o Campeonato Carioca Sub-19, chegando à disputa pelo terceiro lugar. Apesar de ter sido superada pelo Fluminense por 3 sets a 0, o desempenho foi considerado promissor. A base feminina foi reativada em 2023 e já revelou atletas que atuam no voleibol internacional.
A parceria com o tradicional Canto do Rio Foot-Ball Club seguiu em vigor, sendo importante para a estrutura de treinos e jogos da equipe. O vínculo entre as instituições visa fortalecer o voleibol na cidade de Niterói e fomentar novos talentos.

## Títulos e campanhas

### Competições nacionais
Superliga Brasileira B
- Participações: 2021, 2022, 2023
- Melhor colocação: 7º (2023)

### Competições estaduais
Campeonato Carioca
- Campeão: 2021, 2022
- Vice-campeão: 2024